# Julia Obst
Julia Obst (anhörenⓘ, * 1. November 1992) ist eine deutsch-brasilianische Schauspielerin.

## Leben
Im Alter von sechs Jahren tanzte sie Hip-Hop auf der Bühne und nahm Tanz- und Gesangsunterricht an der Voice & Dance Academy in Karlsruhe. Seit 2005 spielt sie in der SWR-Serie Die Fallers – Die SWR Schwarzwaldserie die Rolle der „Jenny Faller“.
Obst besuchte das Richard-Wagner-Gymnasium in Baden-Baden. Durch ihre aus Brasilien stammende Mutter beherrscht sie alle lateinamerikanischen Tänze. Neben Deutsch und Englisch spricht sie fließend Portugiesisch. 2011 spielte sie eine Hauptrolle in der Sat.1-Fernsehproduktion Kann denn Liebe Sünde sein?
Am 3. September 2022 heiratete sie in Baden-Baden den New Yorker Galeristen Leo Kuelbs. Im Oktober 2024 wird ihre Trennung bekannt.

## Filmografie
- seit 2005: Die Fallers – Die SWR Schwarzwaldserie
- 2007: Um Himmels Willen
- 2011: Kann denn Liebe Sünde sein?